# 情報通信局
情報通信局（じょうほうつうしんきょく）は、かつて存在した警察庁の内部部局。2022年4月、「サイバー警察局」の新設に伴い廃止され、サイバー部門は、サイバー警察局に移行。技術部門は、長官官房に編入されて新設の長官官房技術総括審議官の下に置かれることとなった。

## 組織
- 情報通信企画課　（局内で当課のみ課長は警察官<警視長>）
  - 情報通信総合研究官
  - 通信運用室
  - 先端技術導入企画室
- 情報管理課
  - 情報化戦略総合研究官
  - 情報処理センター
- 通信施設課
- 情報技術解析課（ナショナルセンター）
  - 高度情報技術解析センター
  - サイバーテロ対策技術室（サイバーフォースセンター）
  - 不正プログラム解析センター 不正プログラム解析官（20人で構成）
  - 解析技術評価分析官

## 特徴
「警察庁技官」中心の組織であり、他の部局とは大きく異なる。局長を筆頭に、局内の多くの管理職は技官キャリアの指定席である。

### 警察情報通信
情報通信局を頂点に、全国の7管区警察局情報通信部と都及び道警察情報通信部、管区局内部組織の府県情報通信部から構成されている。情報通信部に配属される職員は情報通信職枠において警察官とは別に採用される（通称情報通信職員、以下情通職員）。採用は本庁採用（キャリア）と管区採用（ノンキャリア）に大別される。かつては無線資格者や国家公務員試験III種合格者をノンキャリアとして採用していたが、平成11年以降のノンキャリアの採用は無線資格者と国家公務員II種合格者である。また、特殊な任務を行うために別局において採用される情通職員が少数おり、無線資格者や国家公務員試験III種合格者の中から採用される。
また、情通職員の大多数は技官であるが、庶務業務を行う事務官も若干名在籍する。なお、警察庁技官イコール情通職員ではなく、情通職員以外の警察庁技官もいる（科警研など）。また、情報通信局および情報通信部には少数ながら警察官も配置されている。

## 局長
情報通信局長は、全国警察の情報通信職員のトップであり、警察法第34条第3項の規定により、警察官以外の警察庁職員が就くこととされていた。情報通信職員は警察官ではないので階級がなく、官名は「警察庁技官」であった。

## 任務
警察法（公布:昭和29年法律第162号 改正:平成16年法律第112号）第25条に所掌事務が規定されている。
```
（情報通信局の所掌事務）
第25条　情報通信局においては、警察庁の所掌事務に関し、次に掲げる事務をつかさどる。
　一　警察通信に関すること。
　二　所管行政に関する情報の管理に関する企画及び技術的研究並びに電子計算組織の運用に関すること。
　三　犯罪の取締りのための情報技術の解析に関すること。
　四　所管行政の事務能率の増進に関すること。
　五　犯罪統計を除く警察統計に関すること。
```

本局では全国的な警察無線ネットワークの構築・運営・実施・統括・管理・提案などを総合的に行う。近年多様化するネット犯罪に対処するため、従来の技官中心で構成されていた限定的な組織体制を改め、技官出身以外の警察職員・警察官も配置して積極的なネット犯罪対策を行っている。